# Nueva Concepción (Guatemala)
Nueva Concepción è un comune del Guatemala facente parte del dipartimento di Escuintla.